# Jan Załuska (pułkownik)
Jan Załuska (ur. 25 maja 1889 w Rachodoszczach, zm. 9–11 kwietnia 1940 w Katyniu) – pułkownik piechoty Wojska Polskiego, działacz niepodległościowy, kawaler Orderu Virtuti Militari, ofiara zbrodni katyńskiej.

## Życiorys
Urodził się 25 maja 1889 w Rachodoszczach, w ówczesnym powiecie zamojskim guberni lubelskiej, w rodzinie Aleksandra i Agnieszki z Kowalków. W 1905 uczestniczył w strajku szkolnym. W 1908 ukończył Gimnazjum Towarzystwa Kultury Polskiej w Warszawie, a następnie Wydział Budowy Maszyn Szkoły Politechnicznej we Lwowie. Od 1913 działał w Związku Strzeleckim w Zakopanem. Ukończył kursy podoficerskie.
Od 4 sierpnia 1914 służył w I Brygadzie Legionów Polskich. Dowodził plutonem 4 kompanii 2 pułku piechoty. Ranny pod Kuklami (1915) i dwukrotnie pod Studzienicą. Po wyleczeniu z ran przeniesiony 1 sierpnia 1915 do 6 pułku piechoty na komendanta 3. kompanii. 6 lipca 1916 został ranny w czasie bitwy pod Kostiuchnówką. W czasie służby w Legionach awansował na kolejne stopnie: chorążego (23 sierpnia 1915), podporucznika (11 listopada 1915) i porucznika (1 listopada 1916). Był autorem projektu pierwszej odznaki pamiątkowej 6 pp oraz autorem wspomnienia pośmiertnego chorążego Stanisława Mitery, opublikowanego w pracy zbiorowej „Rok bojów na Polesiu”.
Po kryzysie przysięgowym wstąpił do Polskiej Siły Zbrojnej. Pełnił służbę w Obozie Ćwiczeń Wojsk Polskich Nr 6 w Zambrowie, a następnie był wykładowcą taktyki i dowódcą kompanii w Szkole Podchorążych w Ostrowi Mazowieckiej. Tam opracował podręcznik „Taktyka”.
W Wojsku Polskim od 1 listopada 1918. Był komendantem Szkoły Podchorążych Piechoty w Chełmie. 12 listopada 1919 został dowódcą batalionu szkolnego w Wielkopolskiej Szkole Podchorążych Piechoty w Bydgoszczy (do lipca 1920 w Poznaniu). Od 14 kwietnia do 1920 był hospitantem szkół wojskowych we Francji. 3 maja 1922 został zweryfikowany w stopniu majora ze starszeństwem od 1 czerwca 1919 i 322. lokatą w korpusie oficerów piechoty. Następnie pełnił służbę w Oficerskiej Szkole dla Podoficerów w Bydgoszczy na stanowisku dowódcy batalionu szkolnego, pozostając oficerem nadetatowym 37 pułku piechoty. W październiku 1924 został przesunięty na stanowisko dyrektora nauk. 3 maja 1926 prezydent RP nadał mu stopień podpułkownika ze starszeństwem z dnia 1 lipca 1925 i 27. lokatą w korpusie oficerów piechoty. W listopadzie 1927 został przeniesiony do 82 pułku piechoty w Brześciu na stanowisko zastępcy dowódcy pułku. Od grudnia 1930 do 15 lipca 1938 był dowódcą 8 pułku piechoty Legionów w Lublinie. 21 grudnia 1932 prezydent RP nadał mu z dniem 1 stycznia 1933 stopień pułkownika w korpusie oficerów piechoty i 3. lokatą. Równocześnie pełnił funkcję przewodniczącego Koła Miejscowego Szóstaków, zrzeszenia o charakterze koleżeńsko-towarzyskim, opartym na silnych więzach wspólnej tradycji walk i pracy w myśl Idei i rozkazów Komendanta. W czerwcu 1938 został przeniesiony do Dowództwa Okręgu Korpusu Nr II w Lublinie na stanowisko dowódcy Obrony Przeciwlotniczej.
20 września 1939 we Włodzimierzu dostał się do sowieckiej niewoli. 28 października 1939 przebywał w Jużskim Obozie Jeńców. W listopadzie lub na początku grudnia 1939 został przeniesiony do obozu w Kozielsku. Między 7 a 9 kwietnia 1940 został przekazany do dyspozycji naczelnika Zarządu NKWD Obwodu Smoleńskiego (lista nr 015/2 z 5 kwietnia 1940). Między 9 a 11 kwietnia 1940 zamordowany w Katyniu przez funkcjonariuszy NKWD i tam pogrzebany, gdzie od 28 lipca 2000 mieści się oficjalnie Polski Cmentarz Wojenny w Katyniu.
Od 23 kwietnia 1921 żonaty z Marią z Klimontowiczów, z którą miał troje dzieci: Jerzego, Tadeusza i Zofię.
Postanowieniem nr 112-48-07 Prezydenta RP Lecha Kaczyńskiego z 5 października 2007 został awansowany pośmiertnie na stopień generała brygady. Awans został ogłoszony 9 listopada 2007 w Warszawie, w trakcie uroczystości „Katyń Pamiętamy – Uczcijmy Pamięć Bohaterów”.

## Ordery i odznaczenia
- Krzyż Srebrny Orderu Wojennego Virtuti Militari nr 6352 – 17 maja 1922[26][21]
- Krzyż Niepodległości – 6 czerwca 1931 „za pracę w dziele odzyskania niepodległości”[27]
- Krzyż Oficerski Orderu Odrodzenia Polski – 11 listopada 1937 „za zasługi w służbie wojskowej”[28]
- Krzyż Walecznych czterokrotnie – 16 września 1922 „za udział w b. Legionach Polskich”[29]
- Złoty Krzyż Zasługi – 10 listopada 1928[30][31]
- Medal Pamiątkowy za Wojnę 1918–1921[4]
- Medal Dziesięciolecia Odzyskanej Niepodległości[4]
- Srebrny Medal za Długoletnią Służbę[4]
- Brązowy Medal za Długoletnią Służbę[4]
- Odznaka za Rany i Kontuzje
- Krzyż Pamiątkowy 6 pułku piechoty Legionów Polskich[32]
- „Pierścień Oficerski 6 pp Leg. Pol.”[33]
- Medal Zasługi Wojskowej (Austro-Węgry)[34]